# Hrvatski nacionalni skupni katalog
Hrvatski nacionalni skupni katalog je hrvatski skupni katalog. 

## Kapaciteti
Prvi je i jedinstveni distribuirani skupni katalog u Hrvatskoj. Korisnicima omogućuje uslugu pronalaženja informacija o tiskanim i elektroničkim izvorima. Obuhvaća više od 45 knjižničnih kataloga visokoškolskih i specijalnih knjižnica, uključujući katalog Nacionalne i sveučilišne knjižnice u Zagrebu. Sadrži konsolidirane i deduplicirane metapodatke za više od 1 500 000 bibliografskih zapisa. Korisnicima pruža informacije o lokaciji pronađene jedinice građe, podatke o statusu dostupnosti te raspoloživosti primjerka za posudbu u realnom vremenu. Hrvatski nacionalni skupni katalog zajednički je doprinos svih uključenih institucija u izgradnji nacionalne informacijske infrastrukture.

## Partneri
Razvijaju ga Nacionalna i sveučilišna knjižnica u Zagrebu, Sveučilište u Zagrebu, Hrvatsko katoličko sveučilište, Filozofski fakultet Sveučilišta u Zagrebu, Medicinski fakultet Sveučilišta u Zagrebu, Fakultet strojarstva i brodogradnje Sveučilišta u Zagrebu te Sveučilište u Zagrebu Fakultet elektrotehnike i računarstva.

## Povijest
Izradom i objavom Smjernica za izradu skupnog kataloga lipnja 2016. godine započeo je rad na uspostavi. Pokusna inačica kataloga objavljena je u njegovoj punoj funkcionalnosti u svibnju 2017. godine. Programska načela i ciljevi definirani su provedbom znanstveno-istraživačkih projekata NISKA i NISKA2 te projektom Model sveučilišnog knjižničnog sustava Sveučilišta u Zagrebu, koji u sklopu programa Europske komisije Tempus je novčano poduprt. Sporazum o suradnji na razvoju i održavanju Hrvatskog nacionalnog skupnog kataloga između ovih ustanova potpisan je 28. svibnja 2018. godine. Sudjelovanje u distribuiranom skupnom katalogu omogućeno svim hrvatskim knjižnicama bez obzira na knjižnični program u upotrebi i knjižnični format.

## Vanjske poveznice
- Nacionalna i sveučilišna knjižnica  Arhivirana inačica izvorne stranice od 11. siječnja 2018. (Wayback Machine) Model sveučilišnog knjižničnog sustava Sveučilišta u Zagrebu
- Nacionalna i sveučilišna knjižnica  Arhivirana inačica izvorne stranice od 29. kolovoza 2018. (Wayback Machine) Smjernica za izradu skupnog kataloga